# 대구 동구청장
대구 동구청장은 대구광역시 동구의 행정사무를 담당하는 기초자치단체장이다.
동구청장은 지방이사관 상당의 정무직공무원으로 보한다.

## 역대 구청장
| 대수     | 이름   | 임기                                |
| -------- | ------ | ----------------------------------- |
| 1        | 김석진 | 1963년 1월 1일 ~ 1964년 2월 24일    |
| 2        | 김옥안 | 1964년 2월 25일 ~ 1966년 6월 7일    |
| 3        | 정승호 | 1966년 6월 8일 ~ 1968년 5월 9일     |
| 4        | 봉기수 | 1968년 5월 10일 ~ 1970년 4월 15일   |
| 5        | 배태민 | 1970년 4월 16일 ~ 1971년 8월 24일   |
| 6        | 이술갑 | 1971년 8월 25일 ~ 1972년 8월 1일    |
| 7        | 우병운 | 1972년 8월 2일 ~ 1972년 10월 25일   |
| 8        | 윤대원 | 1972년 10월 26일 ~ 1973년 12월 19일 |
| 9        | 장재호 | 1973년 12월 20일 ~ 1975년 9월 2일   |
| 10       | 박영서 | 1975년 9월 3일 ~ 1977년 5월 17일    |
| 11       | 김재완 | 1977년 5월 17일 ~ 1980년 3월 31일   |
| 12       | 이종주 | 1980년 4월 1일 ~ 1981년 6월 30일    |
| 13       | 김춘근 | 1981년 7월 1일 ~ 1982년 9월 17일    |
| 14       | 남정구 | 1982년 9월 18일 ~ 1985년 6월 30일   |
| 15       | 김규재 | 1985년 6월 10일 ~ 1988년 6월 10일   |
| 16       | 황대연 | 1988년 6월 11일 ~ 1989년 4월 17일   |
| 17       | 최병윤 | 1989년 5월 26일 ~ 1991년 1월 13일   |
| 18       | 이영일 | 1991년 1월 14일 ~ 1993년 3월 30일   |
| 19       | 장긍표 | 1993년 3월 31일 ~ 1994년 4월 18일   |
| 20       | 김일수 | 1994년 4월 19일 ~ 1995년 6월 30일   |
| 21       | 오기환 | 1995년 7월 1일 ~ 1998년 6월 30일    |
| 22       | 임대윤 | 1998년 7월 1일 ~ 2002년 6월 30일    |
| 23       | 임대윤 | 2002년 7월 1일 ~ 2003년 12월 17일   |
| 24       | 이훈   | 2004년 6월 6일 ~ 2006년 6월 30일    |
| 25       | 이재만 | 2006년 7월 1일 ~ 2010년 6월 30일    |
| 26       | 이재만 | 2010년 7월 1일 ~ 2014년 2월 10일    |
| 권한대행 | 김문수 | 2014년 2월 11일 ~ 2014년 6월 30일   |
| 27       | 강대식 | 2014년 7월 1일 ~ 2018년 6월 30일    |
| 28       | 배기철 | 2018년 7월 1일 ~ 2022년 6월 30일    |
| 29       | 윤석준 | 2022년 7월 1일 ~                    |

## 같이 보기
- 대구 동구청장 선거